# Marc Clotet i Fresquet
Marc Clotet i Fresquet (Barcelona, 29 d'abril de 1980) és un actor de cinema, televisió i teatre català, germà de la també actriu Aina Clotet. És conegut pel seu paper debut on interpretava a Pau Montaner en El Comisario. També ha participat en la sèrie d'Antena 3, Física o Química interpretant a Vicente Vaquero, professor d'educació física i amo de l'institut Zurbarán. A Catalunya és conegut pel seu paper com a Iago a El Cor de la Ciutat. També ha estat membre del jurat de la primera edició del concurs de talents musicals de TV3 Eufòria.
Es va graduar en Direcció i Administració d'Empreses per la Universitat Ramon Llull.

## Obres

### Televisió
Sèries
- Les de l'hoquei com a German (2019, TV3)[1]
- El Caso: Crónica de sucesos (2016, TVE), com a Gerardo Zabaleta.
- Amar es para siempre (2013, Antena 3), com a Mauro.
- Els abans de Deu (2010), com a Àlex
- Física o Química (2009-2011, Antena 3), com a Vicente Vaquero.
- El final del llibre (2009, BTV)
- El comisario (2008-2009, Telecinco), com a Pau Montaner.
- El cor de la ciutat (2007-2009, TV3), com a Iago.
- Tocao del ala (1997, 1 capítol)
- Estació d'enllaç (1997, 1 capítol)

Programes
- Eufòria (2022, TV3), com a membre del jurat.
- Vitanimna (1994, TV3), com a presentador.

Telefilms
- L’últim ball de Carmen Amaya (2014).
- Gernika bajo las bombas (2012).

### Cinema
Llargmetratges
- Caribe Mix (2018).
- El jugador de ajedrez (2016) com a Diego Padilla.
- Una para cuatro (2016).
- La luz con el tiempo dentro (2015).
- El atraco perfecto (2012) com a Carlos.
- L'Estrella (2012).
- Mil cretins (2011).
- La voz dormida (2011), com a Paulino.

Curtmetratges
- Sisè Primera (2023).
- Canaletas (2009).
- Comeparedes (2008).

### Teatre
- El sistema solar, Dir. Carol López. Teatre Lliure (2018).
- Tengo tantas personalidades que cuando digo te quiero no sé si es verdad. Dir. Jesús Cracio (2015).
- Amantes. Dir. Álvaro del Amo (2014).
- Romance. Dir. Neil Labute, Sala Beckett (2009).
- Brilliant traces. Dir. Cindy Lou Johnson, HN Studio NY (2007).

## Premis i nominacions
| Any  | Premi                          | Categoria                                  | Obra           | Resultat  | Ref.  |
| ---- | ------------------------------ | ------------------------------------------ | -------------- | --------- | ----- |
| 2012 | Premis Goya                    | Millor actor revelació                     | La voz dormida | Nominat   | [ 4 ] |
| 2012 | Premis Fragancias Cosmopolitan | Millor rostre essencial masculí del cinema | La voz dormida | Guanyador | [ 5 ] |